# Funky house
Funky house – podgatunek muzyki house, połączony z elementami funk oraz deep house. Gatunek ten pojawił się po raz pierwszy na chicagowskiej scenie muzycznej w latach 90. XX wieku. Podobnie jak większość podgatunków muzyki house także i funky house charakteryzuje się użyciem syntezatorów oraz samplerów. Do najsłynniejszych wykonawców tego gatunku muzyki zalicza się Freemasons, Armanda van Heldena oraz StoneBridge.
Funky house został także spopularyzowany przez takie wytwórnie jak Ministry of Sound oraz Hed kandi, które na dużą skalę zaczęły współpracować oraz promować artystów wykonywających ten gatunek muzyki.
Obecnie funky house jest mocno powiązany i kojarzony z UK garage. Ewolucja gatunku jest także w dużej mierze związana z rozwojem UK garage.